# Communications Physics
Communications Physics è una rivista scientifica ad accesso aperto e sottoposta a revisione paritaria, che si occupa di fisica. Fondata nel 2018, è pubblicata dalla casa editrice Nature Portfolio.
La caporedattrice è Elena Belsole.
Communications Physics è stata creata come rivista specializzata e affiliata a Nature Communications, e come gemella di Communications Biology e Communications Chemistry.

## Indicizzazione
Gli abstract e gli articoli sono indicizzati dai seguenti database bibliografici:
- Astrophysics Data System (ADS);
- Current Contents/Physical, Chemical and Earth Sciences;
- Inspec;
- Journal Citation Reports/Science Edition;
- Science Citation Index Expanded;
- Scopus.

Secondo il Journal Citation Reports, nel 2022 la rivista ha ricevuto un fattore di impatto pari a 5.5, che la collocava al 16º posto su 85 riviste nella categoria "Fisica, multidisciplinare".